# Susangerd
Sūsangerd o Sosangerd (farsi سوسنگرد) è il capoluogo dello shahrestān di Dasht-e-Azadegan, circoscrizione Centrale, nella provincia del Khūzestān. Aveva, nel 2006, una popolazione di 43.591 abitanti.